# كيت سانبورن
كيت سانبورن (بالإنجليزية: Kate Sanborn)‏ هي كاتِبة وصحفية ومُدرسة أمريكية، ولدت في 11 يوليو 1839 في هانوفر في الولايات المتحدة، وتوفيت في 9 يوليو 1917.